# Idiurus
Idiurus Matschie, 1894 è un genere di mammiferi roditori della famiglia degli Anomaluridi, comprendente due specie conosciute col nome comune collettivo di idiuri.

## Distribuzione
Questi animali sono diffusi in Africa centrale (dal Gabon all'Uganda) e lungo la Costa degli Schiavi.

## Descrizione
Misurando al massimo una ventina di centimetri e pesando al massimo 40 grammi, gli appartenenti al genere Idiurus possono essere considerati grossomodo una versione miniaturizzata degli anomaluri propriamente detti (genere Anomalurus), rispetto ai quali vengono tuttavia classificati in una sottofamiglia a sé stante, quella degli Zenkerellinae, che condividono con Zenkerella insignis: questa diversa classificazione è stata fatta in base a differenze non solo di taglia, ma anche di ordine morfologico. Gli idiuri, infatti, presentano cranio più arrotondato, coda più lunga del corpo e ricoperta di peli sparsi e rade setole allungate, patagio piccolo e concavo e corpo tozzo e squadrato, tutte differenze piuttosto accentuate rispetto ai loro parenti di maggiori dimensioni.

## Biologia
Gli idiuri sono animali prevalentemente notturni che hanno eletto a propria dimora le poco esplorate foreste tropicali: di conseguenza ben poco si conosce circa le loro abitudini.

È stato suggerito che, come i loro "cugini" anomaluri, una o entrambe le specie possano convivere in colonie di dozzine di individui all'interno delle cavità degli alberi, rifugi che talvolta possono essere condivisi con i pipistrelli.

## Tassonomia
Famiglia Anomaluridae
- Sottofamiglia Zenkerellinae
  - Genere Idiurus
    - Idiurus macrotis - idiuro dalle grandi orecchie
    - Idiurus zenkeri - idiuro di Zenker